# Carrie Salmon
Carrie Salmon (North Bay, 31 ottobre 1975) è una supermodella canadese.

## Biografia
Vanta pubblicità per Christian Dior e Christian Lacroix; ha sfilato anche per Chanel, Dolce & Gabbana, Valentino, Alexander McQueen, Givenchy, Karl Lagerfeld, Versace, Carolina Herrera e Hermès.
Sfilò anche per Victoria's Secret nel 1996, 1997 e 1998.